# Weg-Om

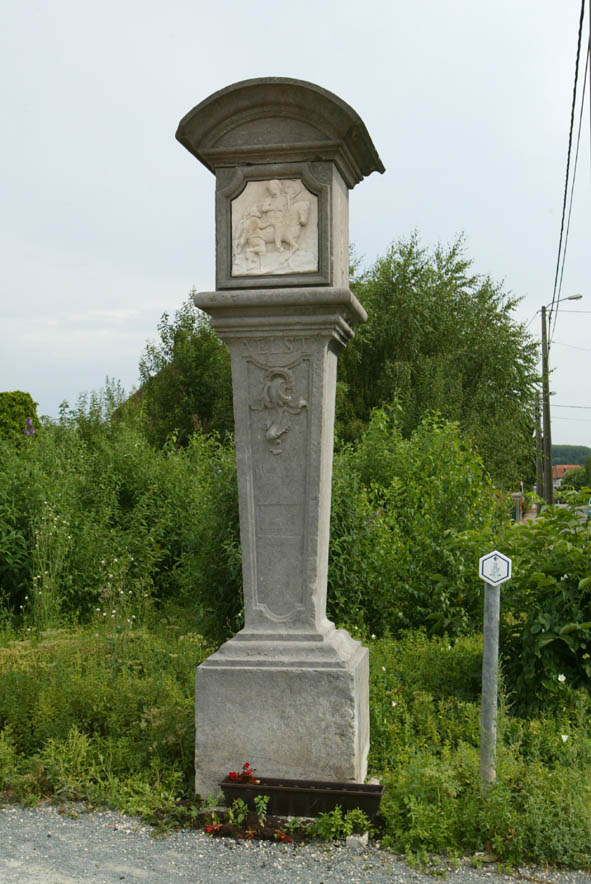
Aan Sint-Maarten gewijde pijlerkapel van 1764 aan de Jean Jacminstraat

De Weg-Om is een ommegang in de Vlaams-Brabantse plaats Halle.
Deze ommegang werd al in 1335 beschreven. Hij is 5 km lang en begint bij de Sint-Martinusbasiliek. Dan gaat hij in westelijke richting door het buitengebied langs het gehucht Elbeek. Tal van kapelletjes bevinden zich langs de ommegang, ze werden in de 18e tot en met de 20e eeuw gebouwd, door buurtbewoners en later door verenigingen. Vaak vervingen ze oudere kapelletjes. De oudste staan in de Elbeekstraat en de Beertsestraat. Veel kapelletjes zijn gewijd aan Onze-Lieve-Vrouw van Halle.

## Kaart
Hieronder een kaart met religieuze objecten op de route.